# Gaussicia gaussi
Gaussicia gaussi is een mosselkreeftjessoort uit de familie van de Halocyprididae. De wetenschappelijke naam van de soort is voor het eerst geldig gepubliceerd in 1908 door G.W. Müller.